# André Francisco Meireles de Távora do Canto e Castro
André Francisco de Meireles de Távora do Canto e Castro (São Mateus da Calheta, 13 de Julho de 1823 — Lisboa, 3 de Março de 1898), também conhecido por André Meirelles de Távora, foi um grande proprietário, político e publicista açoriano.

## Biografia
Foi filho de Luís de Meireles do Canto e Castro e de Francisca Paula Merens de Noronha e Távora, casal proprietário de uma grande casa vincular, incluindo dezenas de morgadios, pertencente à mais importante aristocracia da ilha Terceira, e irmão de Alexandre Bento de Meireles de Távora do Canto e Castro. O pai foi apoiante do miguelismo, tendo feito parte do Governo Provisório que se formou em Angra após o contra-golpe absolutista de 1823.
Em consequência da ligação paterna ao absolutismo, a família foi obrigada a exilar-se para Paris, onde André Meireles foi educado. Frequentou o Prytanée do Château de Menars, instituição educativa ali fundada por Joseph de Riquet de Caraman, o 17.º príncipe de Chimay, e depois o Colégio Português de Fontenay-aux-Roses, localizado a sul de Paris, dirigido pelo pedagogo português frei José da Sacra Família, também exilado em França em resultado das suas simpatias absolutistas. Logo nesses tempos demonstrou grande aptidão para as letras.
Na sequência das amnistias concedidas aos vencidos da Guerra Civil Portuguesa (1828-1834) e da restituição dos bens que lhes haviam sido sequestrados, a família regressou a Angra por volta de 1840, trazendo consigo o jovem André.
Filho segundo, ao mesmo tempo que se envolvia nos negócios da família procurou emprego na administração pública, conseguindo o lugar de tesoureiro da Alfândega de Angra do Heroísmo.
Com o apoio da família, apesar dos graves desentendimentos que opuseram seu pai ao irmão mais velho, integrou-se na vida social, económica e administrativa e local.
Foi procurador à Junta Geral do Distrito de Angra do Heroísmo, secretário da mesa da Santa Casa da Misericórdia de Angra do Heroísmo e membro dos corpos directivos da Associação Comercial e da Sociedade Agrícola. Por carta de 14 de Novembro de 1851 foi nomeado agente consular da França na Praia da Vitória.
Passou a ser colaborador assíduo da imprensa local, afirmando-se como um distinto jornalista. Seguindo a tradição familiar, ligou-se à facção política mais conservadora, acabando por integrar o Partido Regenerador quando este se estruturou na ilha Terceira. Foi então um dos fundadores do jornal A Terceira, órgão do Partido Regenerador, que dirigiu de 1859 a 1882, ano em que saiu de Angra do Heroísmo para Lisboa.
Em Lisboa foi chefe de secção do Ministério das Obras Públicas, Comércio e Indústria, seguindo uma carreira administrativa naquele departamento governamental. Naquela cidade manteve a sua colaboração na imprensa, escrevendo para o Diário Português e a Opinião Popular, que chegou a dirigir. Alguns anos depois fundou o Jornal das Colónias. Foi também correspondente, em língua francesa, do L'Indépendance Belge de Bruxelas e de vários periódicos parisienses.
Para além de vasta obra dispersa por periódicos, deixou publicadas as biografias do Duque de Ávila e Bolama e do Marquês de Sá da Bandeira. Foi colaborador do Dicionário Larousse.
Foi fidalgo cavaleiro da Casa Real por alvará de 30 de Março de 1876. Foi ainda comendador da Ordem Militar de Cristo, Officier de l'Instruction Publique da França, sócio do Instituto de Coimbra, sócio da Sociedade de Geografia de Lisboa e de várias sociedades científicas estrangeiras.
Do seu casamento, em São Pedro de Angra do Heroísmo, com Ana de Meneses de Lemos e Carvalho, nasceram quatro filhos, entre os quais Francisco de Meneses Meireles do Canto e Castro, que viria a ser o 1.º visconde de Meireles.

## Principais obras publicadas
- 1871 — Quelques Môts Sur S. Exc. le Marquis d’Avila et de Bolama. Lisboa.
- 1876 — O Marques de Sá da Bandeira, Biografia Fiel e Minuciosa do Illustre Finado. Lisboa.